# Byron Lima Oliva
Byron Lima Oliva (1969 - Fraijanes, 18 de julho de 2016) foi um militar e criminoso guatemalteco amplamente influente, conhecido por seu envolvimento no assassinato do bispo Juan Gerardi em 1998, durante o governo de Álvaro Arzú e por ter sido acusado pela Comissão Internacional contra a Impunidade na Guatemala de ser o chefe de facto das prisões guatemaltecas. Lima Oliva sempre negou ambas as acusações.
Foi assassinado na prisão de Pavón, no município de Fraijanes, em 18 de julho de 2016, em um incidente confuso em que ocorreram disparos de armas de grosso calibre, a explosão de uma granada, a tomada da prisão pelos internos durante várias horas e até a morte de uma modelo argentina que visitava Lima Oliva em seu quarto. Os funcionários do Ministério do Interior da Guatemala declararam naquela mesma tarde que desconheciam os pormenores do ataque, que não podiam entrar na prisão devido ao motim dos presos e que não sabiam como foram inseridas e nem o que aconteceu com as armas utilizadas para perpetrar o ato.
A pressa com que foi realizado seu sepultamento – apenas um dia após seu assassinato e sem dar tempo para que fossem realizadas as investigações forenses pertinentes – fez com que vários setores duvidassem da autenticidade de sua morte.